# Чарьяпада
Чарьяпада, Чарьячарьявинишчья, Чарьягити (бенг. চর্যাপদ, ассам. চৰ্যাপদ, ория ଚରିଜାଗିତି) (название может быть переведено как «Песни (пада, гити) истинного пути (чарья)» — свод «мистических песен» жанра чарьягити VIII—XII веков буддийского направления Ваджраяна. Жанр представляет ритуальные песни о реализации просветления. Эти песни слагались спонтанно и отражали мистический опыт практикующего тантриста. По описаниям Миранды Шо, ритуал включает в себя исполнение тантрических танцев и музыки, не демонстрируемых непосвящённым.
Манускрипт Чарьяпада был обнаружен в начале XX века в Непале, он представляет собой ранний образец литературы на ассамском, бенгальском и ория . Авторами Чарьяпады были махасиддхи из разных районов Ассама, Бенгалии, Ориссы и Бихара. В тибетском буддийском каноне сохранились также переводы Чарьяпады на тибетский.
Бенгальский учёный Харапрасад Шастри (1853—1931) отмечал, что Чарьяпада является сборником самых старых стихотворений, написанных на языке, предшествующем современному бенгальскому.

## Открытие
Харапрасад Шастри во время своего третьего визита в Непал в 1907 году обнаружил в королевской библиотеке 47 поэм в собрании на пальмовых листях Чарьяпада (Чарья гити) буддийского мистического содержания. (См. об этом: Библиотека всемирной литературы, серия первая, том 16, М. 1977, с. 825—826). Ещё с 1887 года Харапрасад Шастри организовывал поездки в Непал для сбора буддийского фольклора. Во время второй поездки он обнаружил несколько манускриптов на санскрите. В 1916 году он опубликовал свою коллекцию отдельным сборником. Фактически он обнаружил 46 полных произведений и часть 47-й песни (гити, пада). Всего собрание включает в себя 51 произведение.

## Манускрипты

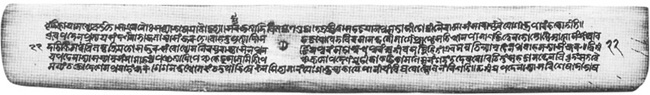
Страницы Чарьяпады

Оригинальный манускрипт Чарьячарьявинишчья из 47 поэтических произведений с санскритскими комментариями был опубликован в издательстве Бангия Сахитья Паришад с комментариями Харапрасада Шастри. Оригинальный манускрипт хранится в Национальном Архиве Непала.
Позднее Прабодх Чандра Багчи опубликовал тибетский перевод из 50 стихотворений. Тибетский вариант содержит дополнительную информацию и комментарии на санскрите Мунидатты, которые перевели Чандракирти или Киртичандра.
.
Известны отдельные переводы песен (гити, пада) на монгольский, бурятский и др. языки.
В основу ряда переводов положено критическое издание: P. Kvaerne. Songs of the Mystic Path. Bergen. 1972.

## Авторы
Манускрипт состоит из 47 песен («пада» — в среднем одно такое произведение содержит 10 строк). Титульный лист и несколько страниц утеряны. 47 поэм были написаны двадцати двумя махасиддхами (Сиддхарачарья), имена которых указаны в начале каждой поэмы. Тибетская версия содержит недостающие поэмы и указывает ещё двух авторов.
В таблице собраны имена авторов стихотворений:
| Поэт            | Пада                                             |
| --------------- | ------------------------------------------------ |
| Луипада         | 1, 29                                            |
| Кукурипада      | 2, 20, 48                                        |
| Вирубапада      | 3                                                |
| Гундарипада     | 4                                                |
| Чатиллапада     | 5                                                |
| Бхусукупада     | 6, 21, 23, 27, 30, 41, 43, 49                    |
| Канхапада       | 7, 9, 10, 11, 12, 13, 18, 19, 24, 36, 40, 42, 45 |
| Камбалабарапада | 8                                                |
| Домбипада       | 14                                               |
| Шантипада       | 15, 26                                           |
| Махидхарапада   | 16                                               |
| Винапада        | 17                                               |
| Сарахапада      | 22, 32, 38, 39                                   |
| Шабарапада      | 28, 50                                           |
| Арьядевапада    | 31                                               |
| Дхендханапада   | 33                                               |
| Дарикапада      | 34                                               |
| Бхадепада       | 35                                               |
| Тадакапада      | 37                                               |
| Канканапада     | 44                                               |
| Джаянандипада   | 46                                               |
| Дхамапада       | 47                                               |
| Тантрипада      | 25                                               |

## Стиль
Язык Чарьяпады носит символический характер. Значения слов литературного языка нередко лишены общежитейского смысла. Поэмы, имея форму рассказа или описания, скрывают элементы тантрического учения. По мнению некоторых экспертов, поэмы написаны на особом языке, понятном для получивших инициацию, другие считают, что такой стиль был необходим, чтобы избежать религиозных преследований.

## Датировка
Харапрасад Шастри считает что текст был написан в X веке. Сунити Кумар Чаттерджи предполагает, что Чарьяпада была составлена как компиляция текстов между X и XII столетием. Прободх Чандра Багчи поддерживает это мнение. Сукумар Сен, поддерживая в целом это мнение, иногда отмечает что Чарьяпада могла быть написана между XI и XIV столетием. Однако Мухаммад Шахидулла относит Чарьяпаду к более раннему периоду, между VII и XI веками. Рахул Санкритияян указывает период между VIII и XI веками.

## Лингвистические разногласия
Некоторые лингвистические особенности текстов (в частности, ряд слов, не встречающихся в других источниках) сборника вызывают споры об их происхождении.
По наиболее распространённому мнению основной массив текстов написан на ранней форме бенгали,. Однако некоторые учёные считают что это — языки непали, гуджарати, хинди, майтхили и ассамский. Некоторые утверждают что эти слова ближе к языку бишнуприя манипури, чем к бенгальскому.

## Язык
Чарьяпада была написана авторами, жившими в разных[что?] регионах Северной Индии, тексты, вошедшие в сборник, отражают особенности диалектов и языков, на которых говорили авторы — в основном это диалекты прото-бенгальского языка, ория и др.
Х. Шастри датирует эти тексты десятым веком новой эры. Отдельные главы («песни») написаны на ассамском, другие — на бенгали, и ещё есть главы на языке ория и на языке майтхили.
Ассамские главы написаны (как считается) махасиддхой Луипа из государства Камарупа и Сарахой из Рани, недалеко от современного города Гувахати.:
Первые памятники поэзии на языке ория представлены в данном сборнике махаянскими поэтами. Стихи из Чарьяпады (Чарьягити) написаны на так называемом «сандхья бхаша» (букв. — «язык сумерек» (санскр., бенг.) — метафорический, иносказательный язык, присущий тантрическим текстам и иносказательно предписывающий определённый мистический опыт).
Тексты, написанные махасиддхой Канхупой из Ориссы, лингвистически настолько настолько близки к современному языку ория, что понятны носителям языка без перевода.
Бенгальскую поэзию представляют в первую очередь Шабарпа, Куккурипа и Бхусукупа, которые жили в разных частях Бенгалии. Их песни написаны на старобенгальском (прото-бенгальском) языке.

## Мелодии
Каждое стихотворение (пада) соответствует своей мелодии рага, что показывает, что поэмы действительно исполнялись нараспев. Пятидесяти поэмам соответствуют разные раги. Большинство соответствует раге Патаманджари.
| Рага                               | Пада                                   |
| ---------------------------------- | -------------------------------------- |
| Patamanjari                        | 1, 6, 7, 9, 11, 17, 20, 29, 31, 33, 36 |
| Gabadā или Gaudā                   | 2, 3, 18                               |
| Aru                                | 4                                      |
| Gurjari, Gunjari или Kanha-Gunjari | 5, 22, 41, 47                          |
| Devakri                            | 8                                      |
| Deshākha                           | 10, 32                                 |
| Kāmod                              | 13, 27, 37, 42                         |
| Dhanasi или Dhanashri              | 14                                     |
| Rāmakri                            | 15, 50                                 |
| Balāddi или Barādi                 | 21, 23, 28, 34                         |
| Shabari                            | 26, 46                                 |
| Mallāri                            | 30, 35, 44, 45, 49                     |
| Mālasi                             | 39                                     |
| Mālasi-Gaburā                      | 40                                     |
| Bangāl                             | 43                                     |
| Bhairavi                           | 12, 16, 19, 38                         |

Часть из этих раг не сохранилась, но многие соответствуют рагам, известным в настоящее время.

## Отражение социальной жизни
Поэмы дают представление о быте, укладе жизни и обществе средневековой Индии. Упоминаются области Банга и Камарупа, упоминаются реки Ганга и Ямуна. Описывается жизнь различных профессий — охотники, лодочники, горшечники. Упоминается о свадебной церемонии, музыкальных инструментах, укладе жизни. Рассказывается об использовании коров и слонов в домашнем хозяйстве.

## Переводы
Выдержки Чарьяпады \ Чарьягити \ перевёл на английский язык Хасна Джасимуддин Моудуд.
Русский перевод ряда песен (песни 1, 17, 19, 21, 22, 31, 40 и 45) осуществлён В. Микушевичем и опубликован в томе 16 (первая серия) Библиотеки всемирной литературы М. 1977.
Вот образец одного из переводов (цит. соч.: с .130, прим.: с. 826):
Песнь первая, написанная (как считается) махасиддхой Луипа:
«Пять ветвей на чарующем дереве-теле,
Время в мыслях царит, в этом зыбком пределе.
Утвердишь несказанное знанием точным,
И великое счастье окажется прочным.
Величайшие подвиги тоже бесцельны,
Если счастье и горе людское смертельны.
Опыт мнимый навеки отсечь постарайся,
Окрылён пустотой, на неё опирайся.
Я провидел незримое в явственных видах,
Возносил меня вдох, и поддерживал выдох.»